# Associazione Sportiva Fanfulla 1964-1965
Questa voce raccoglie le informazioni riguardanti l'Associazione Sportiva Fanfulla nelle competizioni ufficiali della stagione 1964-1965.

## Stagione
Nella stagione 1964-65 sono promosse in Serie B due squadre piemontesi, il Novara e la Biellese, il Fanfulla con soli 26 punti arriva ultimo con il Vittorio Veneto, e scende in Serie D, vi rimarrà per ben tredici stagioni.

## Rosa
| N. |                   | Ruolo | Calciatore          |
| -- | ----------------- | ----- | ------------------- |
|    | Italia (bandiera) | D     | Aldo Acerbi         |
|    | Italia (bandiera) | A     | Paolo Basilico      |
|    | Italia (bandiera) | A     | Roberto Bertani     |
|    | Italia (bandiera) | C     | Giancarlo Benedini  |
|    | Italia (bandiera) | P     | Luigi Bisleri       |
|    | Italia (bandiera) | A     | Giovanni Brenna     |
|    | Italia (bandiera) | A     | Tarcisio Cantoni    |
|    | Italia (bandiera) | D     | Renzo De Conti      |
|    | Italia (bandiera) | D     | Renato Mattarucchi  |
|    | Italia (bandiera) | P     | Giuseppe Mascheroni |

| N. |                   | Ruolo | Calciatore        |
| -- | ----------------- | ----- | ----------------- |
|    | Italia (bandiera) | D     | Luigi Paleari     |
|    | Italia (bandiera) | D     | Egidio Parmigiani |
|    | Italia (bandiera) | D     | Giovanni Pirola   |
|    | Italia (bandiera) | C     | Giuseppe Radaelli |
|    | Italia (bandiera) | C     | Giovanni Ramella  |
|    | Italia (bandiera) | D     | Luigi Sala        |
|    | Italia (bandiera) | C     | Giuseppe Secchi   |
|    | Italia (bandiera) | D     | Luciano Spinelli  |
|    | Italia (bandiera) | C     | Carlo Torriani    |
|    | Italia (bandiera) | C     | Aldo Zardoni      |